# Kalmar Verkstad

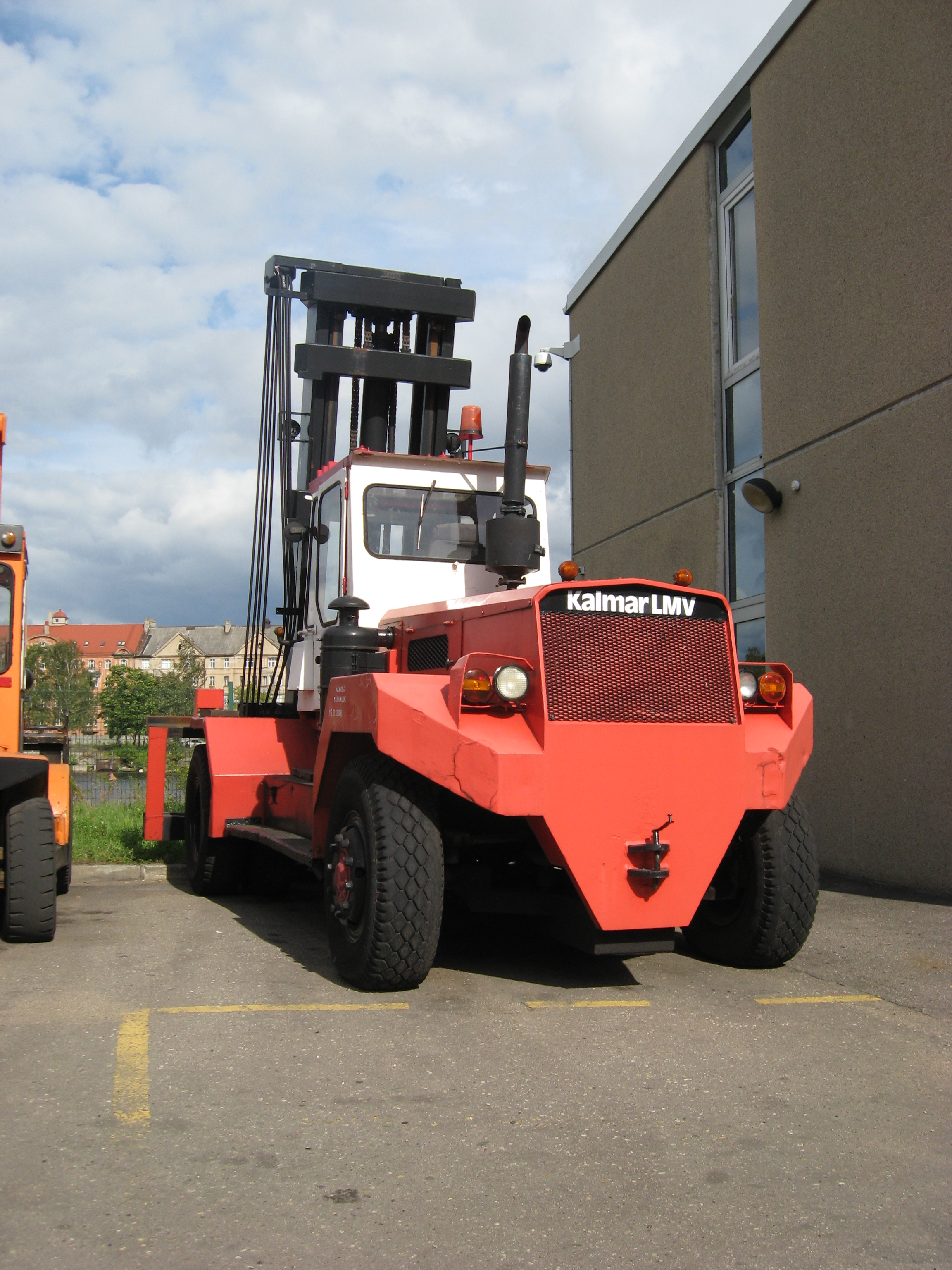
En Kalmar LMV-truck

Kalmar Verkstadsaktiebolag AB, eller Kalmar verkstad eller KVAB, var ett verkstadsindustriföretag i Kalmar, bildat 1902 som verkstad för järnvägarna kring Kalmar. Företaget såldes 1990 till ABB och bedrev då huvudsakligen tillverkning av järnvägsfordon och truckar. Trucktillverkningen, som senare tog namnet Kalmar Industries, lever fortfarande kvar och ägs sedan 2005 av finländska Cargotec. Tillverkningen av järnvägsfordon som tagits över av Bombardier Transportation lades ned 2005. Kalmar Verkstad är även känt för tillverkning av postbilen Tjorven.

## Historik
Kalmars första järnväg öppnades 1874 till Emmaboda och för denna byggdes en reparationsverkstad intill stationen i Kalmar (senare Kalmar C). För att kunna expandera verksamheten köptes senare ett större markområde utanför staden, och en helt ny verkstad och fabrik anlades 1902. Den drevs som det särskilda bolaget Kalmar Verkstadsaktiebolag AB och var Kalmarbanornas verkstad med huvudägarna Kalmar nya järnvägsaktiebolag, Nybro-Sävsjöströms järnvägsaktiebolag, Kalmar läns östra järnvägsaktiebolag och Kalmar-Torsås järnvägsaktiebolag samt Kalmar stad.
Bolaget fick redan från starten stora beställningar, särskilt på järnvägsvagnar. Under 1906 levererades 74 godsvagnar och under de följande åren steg tillverkningen än mer och sortimentet breddades. Alla typer av järnvägsfordon tillverkades, från bensindrivna spårvagnar till godsvagnar och lok. Export startades tidigt till bland annat Turkiet och Kina. Dressiner och specialfordon för underhåll längs järnvägen av alla typer tillverkades också.

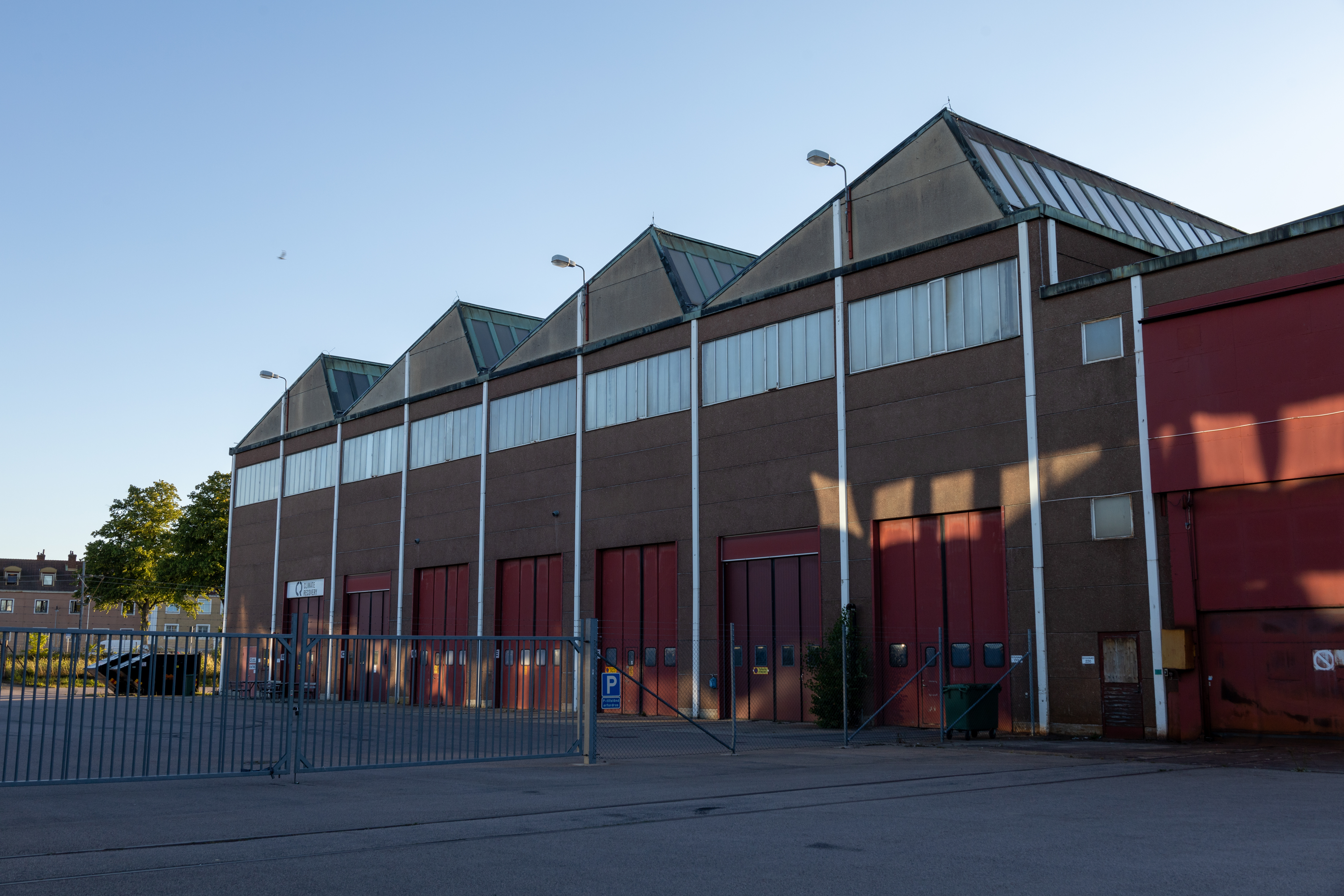
Kalmar verkstads tidigare fabrikslokaler i Kalmar.
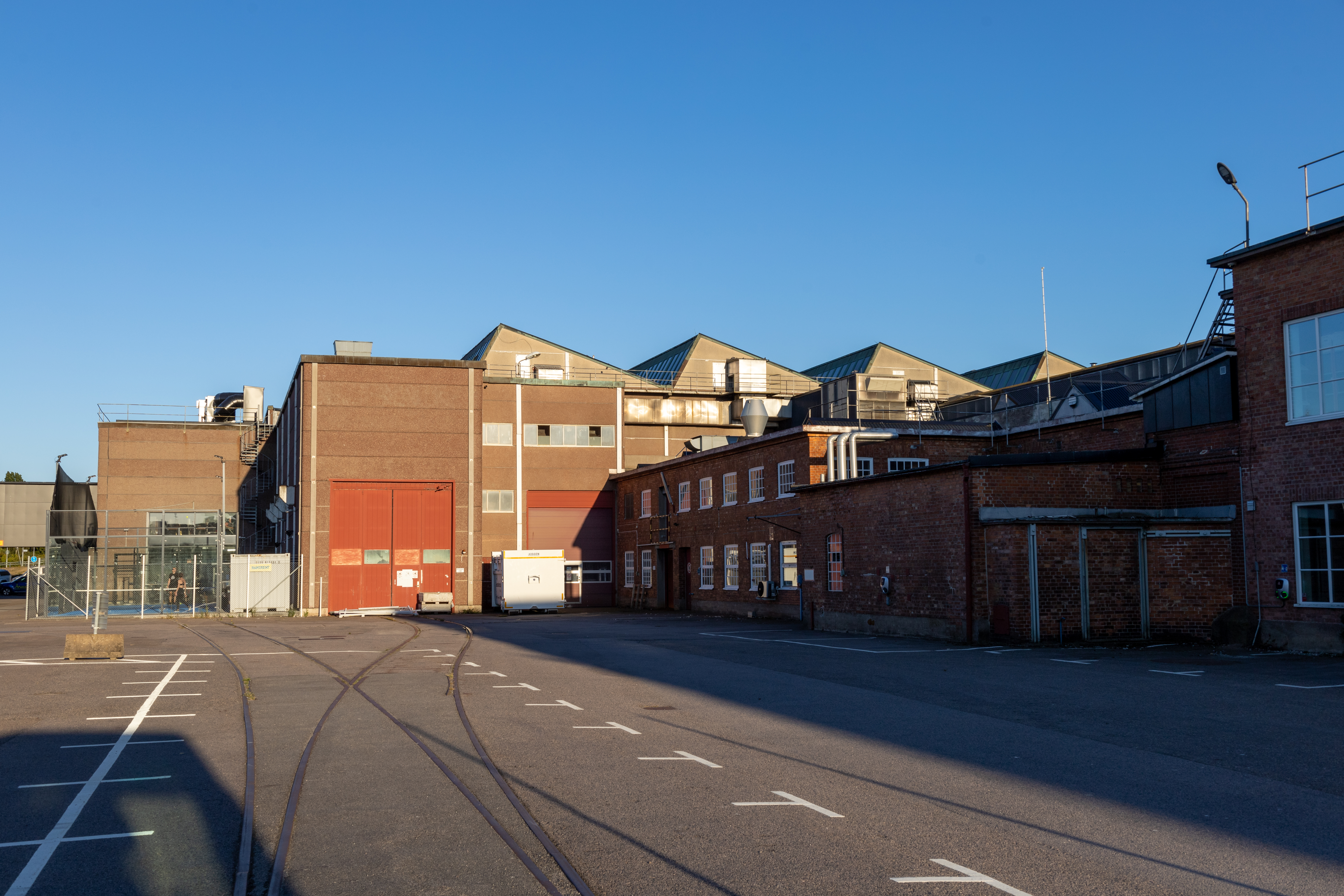
Järnvägsspår ansluter till fabrikslokalerna.

## Andra produkter
Under 1950-talet undersöktes vilka ytterligare produkter som kunde vara lämpliga att tillverka. Man övertog tillverkningen av små dragtraktorer, som till exempel Statens Järnvägar (SJ) använde som perrongtraktorer, SAS använde för att dra bagagevagnar, m.fl. Flytande parkeringsdäck, som kunde angöras vid kaj, samt parkeringshissar av paternosterhiss, tillverkades också. Man gav sig även på tillverkning av diverse militärmateriel.

## Biltillverkning

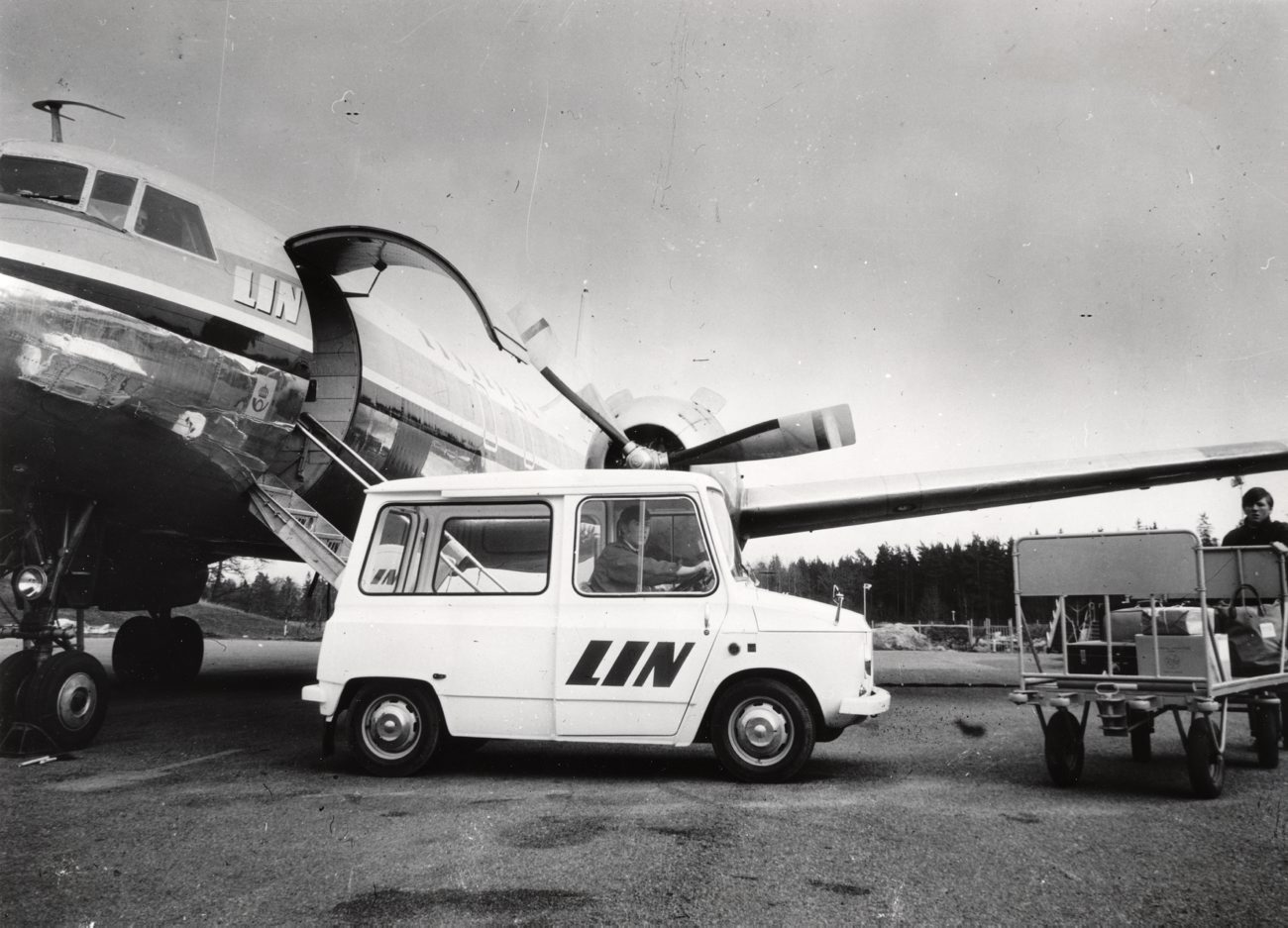
Tjorven vid en Convair Metropolitan tillhörande Linjeflyg

I slutet av 1960-talet gav sig Kalmar Verkstad in i tillverkningen av bilar. Detta i samband med att KVAB var generalagent för nederländska DAF. Postverket behövde en ny brevbärarbil och Kalmar Verkstad utvecklade en helt ny bil, som hade drivlina och vissa chassidelar från DAF. Bilen hade från början inget namn, den kallades bara KVD, men den brevbärare som var med och provade bilen, tyckte att den hade samma truligt knubbiga charm som en flicka i tv-serien Saltkråkan och därmed fick bilen heta Tjorven. Karossen tillverkades i det då hypermoderna materialet glasfiber och man tillverkade även första omgången av karosser till SAAB:s sportbil Sonett.
Ett annat bilprojekt Kalmar Verkstad gav sig in i tillsammans med Svelast (då helägt av SJ) var lastbilen Kalmar terminal som egentligen var ett lastbärarsystem. Det bestod av en dragbil med ett baktill monterat lyftaggregat så att dragbilen kunde fungera som gaffeltruck. Släpvagnarna eller lastbärarna kunde dels fungera som semitrailer och kopplas till dragbilens vändskiva, dels fälla ned framhjul och fungera som släpvagn. Lastbilen hade endast en dörr till hytten, och denna var monteras mitt fram, för att man skulle kunna kliva ur även om man parkerat nära en vägg eller annat fordon. Vändskivan var konstruerad för helautomatisk koppling, där både luft och elanslutningar anslöts utan manuellt arbete.

## Kris och återhämtning
Många av de projekt som KVAB arbetade med var inte lönsamma och staten gick in för att utreda framtiden. Beslut fattades om att KVAB endast skulle arbeta med tåg och att allt annat skulle avslutas. År 1971 beslutade staten om nedläggning av KVAB 1974. Som kompensation för de omkring tusen arbetstillfällen som förlorades, togs beslut om byggandet av en fabrik för tillverkning av Volvo personbilar, Volvoverken i Kalmar. Denna öppnade 1974. 
Istället för nedläggning av KVAB erhölls flera stora order från SJ och KVAB fick ett nytt uppsving. Under augusti 1986 fick KVAB, tillsammans med ASEA, en beställning på 20 stycken X2000-tåg (X2) utöver tillverkning av andra järnvägsfordon. År 1990 såldes KVAB av Statsföretag till ABB:s tågtillverkning, ABB Traction AB. 1996 bildades ADtranz efter en sammanslagning av ABB Traction AB och Daimler-Benz. Fabriken i Kalmar tillverkade under denna tid bland annat X2, flera tåg till Norge som Flytoget, 271 nya tunnelbanevagnar C20 (vagn 2000) till SL i Stockholm, X31 för Öresundståg och Regina. År 1999 köpte DaimlerChrysler ut ABB ur ADtranz, och blev därmed ensam ägare.

## Avveckling
År 2001 såldes Adtranz till kanadensiska Bombardier och blev Bombardier Transportation. Kalmar Verkstad hade då omkring 800 anställda.
Bombardier misslyckades med att sälja fler tåg. Produktionen minskade och Bombardier valde att flytta verksamheten från fabriken i Kalmar till två av företagets fabriker i Tyskland. I december 2005 rullade det sista järnvägsfordonet, den 67:e X31, ut från fabriken. Den 31 december 2005 avvecklades fabriken, vilket innebar att tillverkning av järnvägsfordon upphörde i Sverige.

## Arbetsorganisation
År 1993 infördes målstyrda grupper, där de anställda fick ta mycket större ansvar för planering av arbetet, logistik och kvalitet. Detta följdes snart av fri planering av arbetstiden;  stämpelklockorna skrotades och tiden rapporterades av de anställda direkt i datorerna. Detta var något helt nytt inom svensk industri och väckte stor uppmärksamhet. Alla farhågor om detta kom på skam och fabriken blev den mest produktiva inom koncernen, samtidigt som personalen hade rekordlåg frånvaro. Arbetssättet kallades "Best practice" och var normgivande för all annan produktion inom Adtranz.

## Kalmar Industries
Kalmar Industries
Kalmar Verkstad köpte 1974 trucktillverkaren Lidhults Mekaniska Verkstad och 1975 trucktillverkaren Ljungbytruck, båda i Ljungby kommun. Företagen slogs 1977 samman under namnet Kalmar Last Maskin Verkstad AB, med varumärket "Kalmar LMV". Efter uppköp av ASEA:s truckföretag namnändrades truckdivisionen till Kalmar Industries. Verksamheten såldes 1997 till finländska Partek, vilket i sin tur blev uppköpt av finländska Kone 2002. Kone-koncernen delades i sin tur i två delar 2005 och Kalmar Industries blev en del av den nya koncernen Cargotec. Från 2007 används "Kalmar" som varumärke på Cargotecs truckar. Tillverkningen i Ljungby lades ned 2009 och flyttades till Lidhult. År 2018 lades i sin tur trucktillverkningen i Lidhult ned och flyttades till Stargard i Polen.